# Parma unifasciata
Parma unifasciata là một loài cá biển thuộc chi Parma trong họ Cá thia. Loài này được mô tả lần đầu tiên vào năm 1867.

## Từ nguyên
Từ định danh được ghép bởi hai âm tiết trong tiếng Latinh: uni ("một") và fasciata ("có sọc"), hàm ý đề cập đến dải trắng nổi bật ở mỗi bên thân, kéo dài từ vây lưng xuống bụng.

## Phạm vi phân bố và môi trường sống
P. unifasciata là một loài đặc hữu của Úc và được tìm thấy ở vùng biển phía đông nước này, từ Noosa Head (Queensland) trải dài đến đảo Montague và Eden (New South Wales). P. unifasciata sinh sống tập trung gần những rạn đá ngầm ở độ sâu đến 30 m.

## Mô tả
Chiều dài tối đa được ghi nhận ở P. unifasciata là 18 cm. Cá trưởng thành có màu nâu xám đến nâu sẫm với một dải sọc trắng ở giữa thân. Cá con có nhiều màu hơn: vàng cam với các sọc đốm màu xanh lam ánh kim, một khoảng màu sáng hơn ở giữa thân và thêm một đốm đen lớn viền xanh trên vây lưng.
Số gai ở vây lưng: 13; Số tia vây ở vây lưng: 17–19; Số gai ở vây hậu môn: 2; Số tia vây ở vây hậu môn: 14–15; Số gai ở vây bụng: 1; Số tia vây ở vây bụng: 5.

## Sinh thái học
Thức ăn của P. unifasciata chủ yếu là tảo. P. unifasciata có tính lãnh thổ. Cá đực có tập tính bảo vệ và chăm sóc trứng; trứng bám vào nền tổ.